# Étienne Bazeries

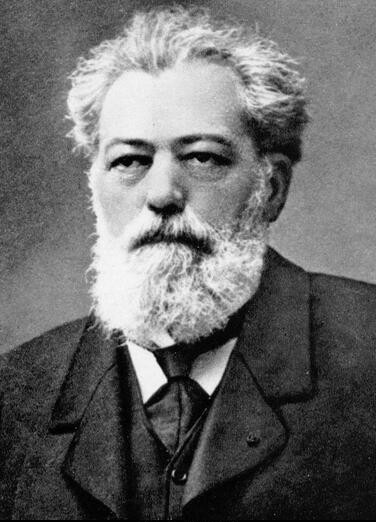
Étienne Bazeries

Étienne Bazeries (Port-Vendres, 21 augustus 1846 - 7 november 1931) was van omstreeks 1890 tot aan de Eerste Wereldoorlog actief als Frans militair cryptoanalist. Zijn bekendste ontwikkeling is het Bazeriescilinder.

## Leven
Bazeries werd in het Franse Port-Vendres als zoon van een politieman geboren. In 1863 nam hij dienst in het leger. In de Frans-Duitse Oorlog werd hij gevangengenomen maar hij wist te ontsnappen. In 1874 werd hij gepromoveerd tot luitenant waarna hij in 1875 naar Algerije gezonden werd. Een jaar later keerde hij terug in Frankrijk. Hij trouwde met Marie-Louise-Elodie Berthon met wie hij samen drie dochters kreeg: Césarine, Fernande and Paule. 

## Cryptografie
Schijnbaar werd Bazeries' interesse in cryptografie gewekt door de cryptogrammen in de lokale periodieken. Spoedig stelde hij zijn vaardigheden ook in militaire context ten dienste. In 1890 ontcijferde hij berichten die waren versleuteld met het officiële Franse transpositiesysteem, ten gevolge waarvan dit gewijzigd werd. Omstreeks deze periode wist Bazeries ook het Grote Geheimschrift van Lodewijk XIV te breken. Bazeries speelde, als hoofd van het toenmalige Bureau de Chiffre, een intrinsieke rol in het ontcijferen van het geheimschrift van Paul Déroulède. Hij getuigde tegen hem in de rechtszaak die in 10-jarige verbanning van de beklaagde zou resulteren.